# Laidauredeltat
Laidauredeltat este o arie protejată (arie specială de conservare — SAC, sit de importanță comunitară — SCI, arie de protecție specială avifaunistică — SPA) din Suedia întinsă pe o suprafață de 1.917,7 ha, integral pe uscat.

## Localizare
Centrul sitului Laidauredeltat este situat la coordonatele 67°09′03″N 18°12′45″E / 67.1508°N 18.2126°E.

## Înființare
Situl Laidauredeltat a fost declarat sit de importanță comunitară în mai 2000 pentru a proteja 70 de specii de animale. Alte tipuri de protecție:
- arie de protecție specială avifaunistică (în mai 2000)[2]
- arie specială de conservare (în decembrie 2009)[1][3][4]

## Biodiversitate
Situată în ecoregiunea alpină, aria protejată conține 8 habitate naturale: Mlaștini turboase de tranziție și turbării mișcătoare, Tufărișuri subarctice cu Salix spp., Râuri de munte și vegetația erbacee de pe malurile acestora, Pajiști alpine și subalpine calcaroase, Păduri nordice subalpine/subarctice cu Betula pubescens ssp. czerepanovii, Pajiști alpine și boreale, Taiga vestică, Grohotișuri silicioase de la nivelul montan până la nivelul zăpezii (Androsacetalia alpinae și Galeopsietalia ladani).
La baza desemnării sitului se află mai multe specii protejate:
- păsări (69): uliu porumbar (Accipiter gentilis), fluierar de munte (Actitis hypoleucos), minunița (Aegolius funereus), ciocârlie-de-câmp (Alauda arvensis), rață sulițar (Anas acuta), rață pitică (Anas crecca), rață fluierătoare (Anas penelope), rață mare (Anas platyrhynchos), fâsă de luncă (Anthus pratensis), fâsă de pădure (Anthus trivialis), ciuf de câmp (Asio flammeus), rața moțată (Aythya fuligula), cocoșul de mesteacăn (Bonasa bonasia), Bucephala clangula, șorecar încălțat (Buteo lagopus), Calcarius lapponicus, fugaci pitic (Calidris temminckii), Charadrius morinellus, florinte (Chloris chloris), erete vânăt (Circus cyaneus), cuc (Cuculus canorus), lebădă de iarnă (Cygnus cygnus), lăstun de casă (Delichon urbica), presură de stuf (Emberiza schoeniclus), măcăleandru (Erithacus rubecula), șoim de iarnă (Falco columbarius), vânturel roșu (Falco tinnunculus), muscar negru (Ficedula hypoleuca), cinteză (Fringilla coelebs), Fringilla montifringilla, becațină comună (Gallinago gallinago), cufundar polar (Gavia arctica), cufundar mic (Gavia stellata), rândunică (Hirundo rustica), Larus argentatus, pescăruș sur (Larus canus), pescăruș râzător (Larus ridibundus), gușă albastră (Luscinia svecica), rață catifelată (Melanitta fusca), ferestrașul mare (Mergus merganser), codobatură galbenă (Motacilla alba), codobatura galbenă (Motacilla flava), pietrar sur (Oenanthe oenanthe), vultur pescar (Pandion haliaetus), notatița cu ciocul subțire (Phalaropus lobatus), bătăuș (Philomachus pugnax), codroșul de pădure (Phoenicurus phoenicurus), pitulice-fluierătoare (Phylloscopus trochilus), ciocănitoare de munte (Picoides tridactylus), Plectrophenax nivalis, ploier auriu (Pluvialis apricaria), brumăriță de pădure (Prunella modularis), mugurarul (Pyrrhula pyrrhula), aușel cu cap galben (Regulus regulus), mărăcinar (Saxicola rubetra), sitar de pădure (Scolopax rusticola), Stercorarius longicaudus, Sterna paradisaea, graur (Sturnus vulgaris), Surnia ulula, silvie de zăvoi (Sylvia borin),  cocoș de munte (Tetrao urogallus), fluierar de mlaștină (Tringa glareola), fluierar cu picioare verzi (Tringa nebularia), fluierarul cu picioare roșii (Tringa totanus), sturzul viilor (Turdus iliacus), sturz-cântător (Turdus philomelos), sturz (Turdus pilaris), mierlă gulerată (Turdus torquatus)
- mamifere (1): vidră de râu (Lutra lutra)